# 新江站
新江站是成昆铁路上的一个铁路车站，位于四川省攀枝花市仁和区平地镇新江村，邮政编码为617001。车站建于1970年，乌东德水电站蓄水后车站于2020年5月25日停办客货运业务，5月26日关闭。铁路部门在车站关闭后对车站及周边线路设施进行拆除工作，2020年8月车站被江水淹没。
新江站在关闭前为五等站，隶属昆明铁路局广通车务段管辖，北上距攀枝花站49公里，成都站798公里，南下距广通站149公里，昆明站302公里。该站办理攀枝花与昆明间普慢列车的旅客乘降，主要为车站职工服务，亦有部分当地居民将自家种植的蔬菜运往攀枝花售卖，不办理货运业务。

## 概要

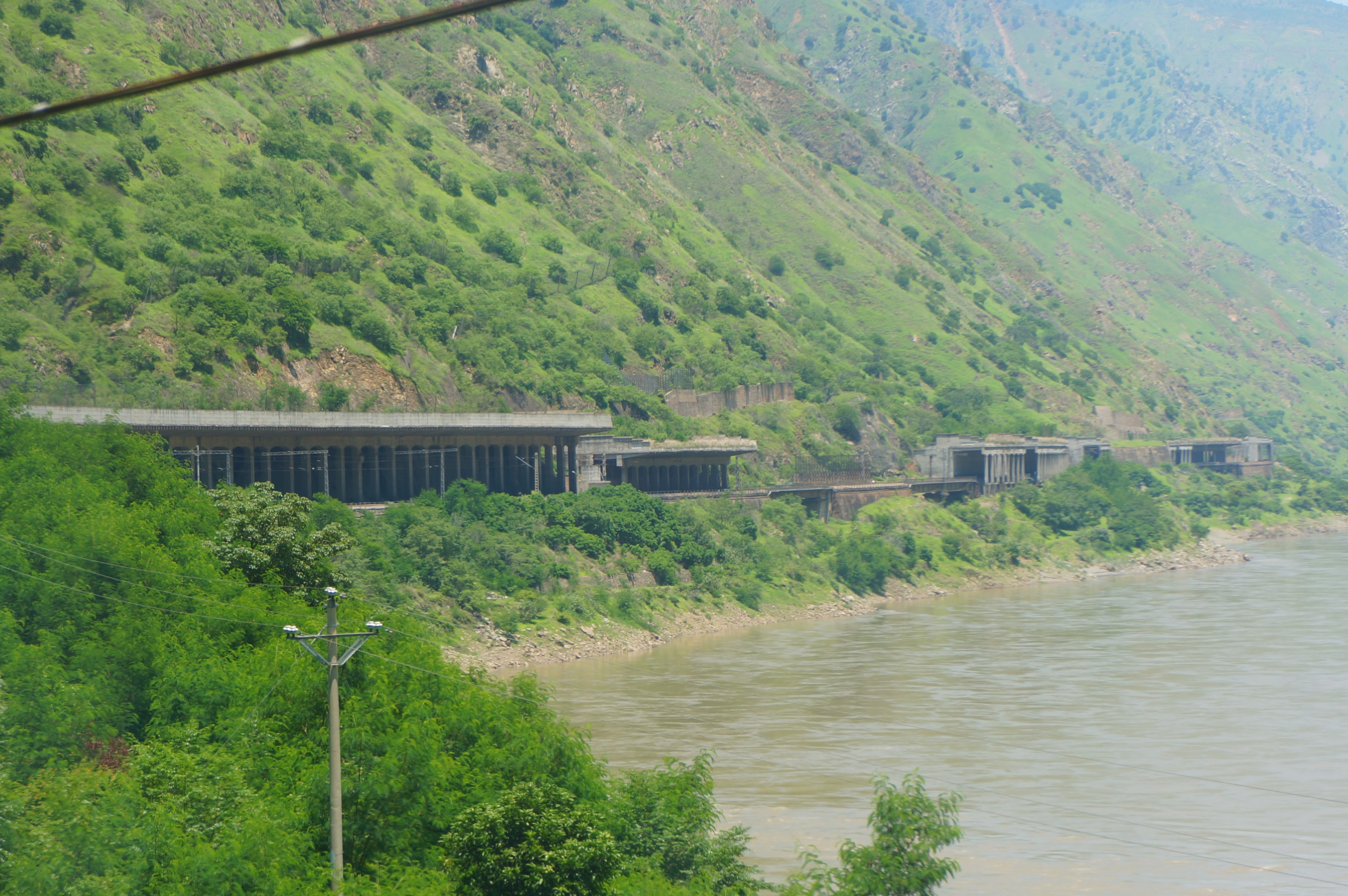
车站上行侧的棚洞群

新江站建于金沙江峡谷右岸的滨河台地上，设有3条股道，站内设有新江领工区。车站职工生活物资主要通过来往昆明和攀枝花间的普慢列车补给，此外车站还在站内开设菜园。车站站址地表为卵石碎石土，西侧则为相对高差500-1000米的苦拉山，山顶有一处居民区，在雨季易发生落石灾害。1991年9月19日车站发生过一次泥石流灾害，3个股道均被掩埋:285，中断行车20小时。
2008年攀枝花地震导致站房损毁，职工只能在室外搭建帐篷露宿。震后车站实施危岩落石整治工程，在车站上行咽喉修建长353.81米、宽20.1米、高12米的悬臂式棚洞，于2009年竣工。2015年，曾经参与工程施工的田庆海及另外八位农民工撰写文章《河南民工实名举报成昆复线修复工程偷工减料》，称新江站棚洞在施工中依照项目经理崔作检、总工罗权才的指示，平层、填土厚度、后背墙开挖基础深度均未按照图纸要求施工。“中国质量万里行”记者到新江站现场勘察后发现棚洞T梁及横梁确实出现了断裂或钢筋裸露的现象。当记者向罗权才和崔作检查询时，两人首先表示工程没问题，当记者出示现场图片后，罗改口称工程存在“缺陷”。中铁十局回复称，在田的施工队伍退场后，又进行过一次质量缺陷排查修复，项目部在此期间已另行组织作业人员实施焊接作业。之后中铁十局的律师称田庆海“意图讹诈我单位巨额资金，涉嫌构成合同诈骗、伪造公司印章罪”，随后起诉农民工侵害其名誉权。
2009年7月4日晚，车站发生特大泥石流灾害，1万多立方米泥石流一涌而下掩埋了站场和线路，导致成昆铁路线路中断。

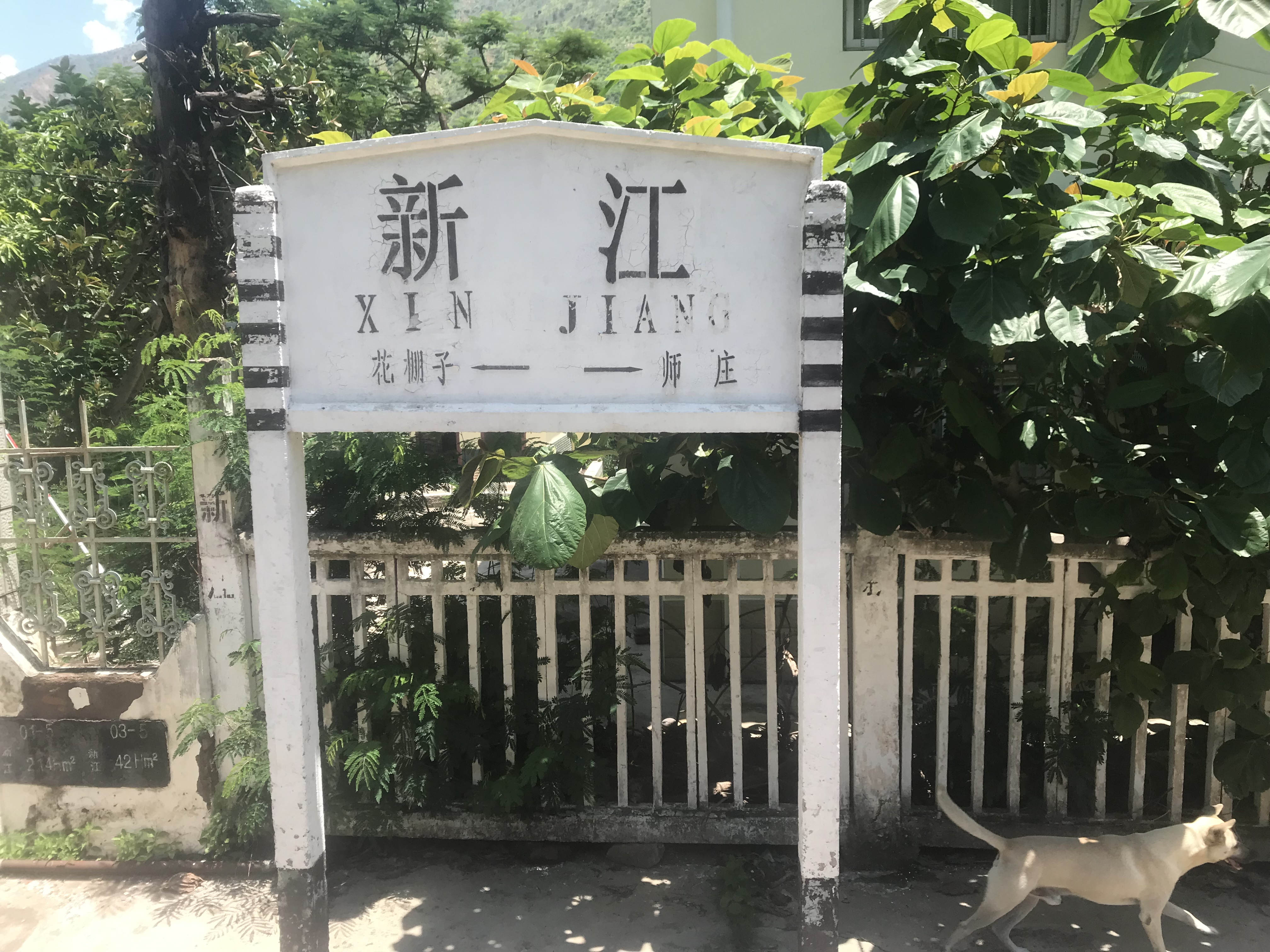
站牌
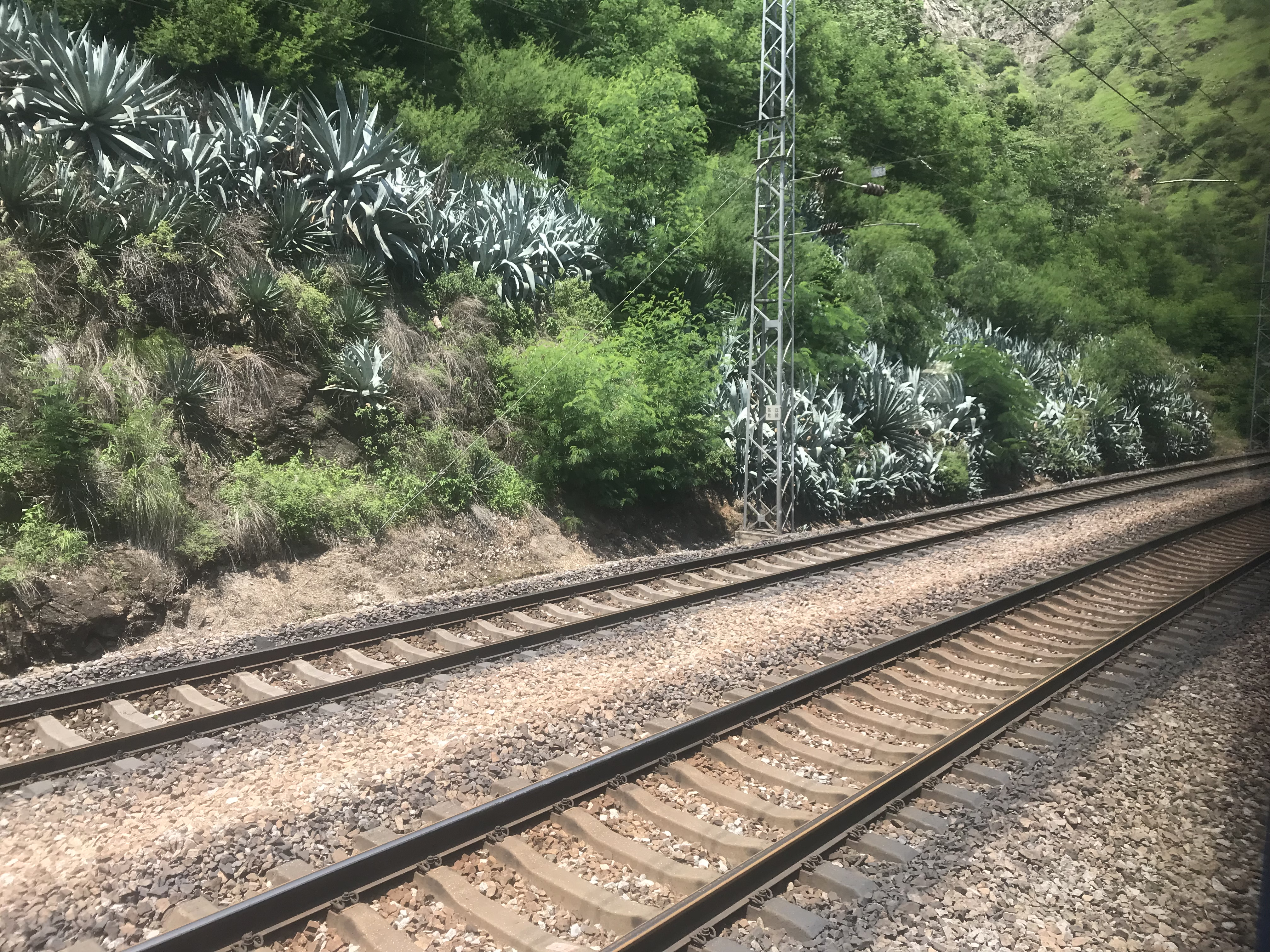
站内股道
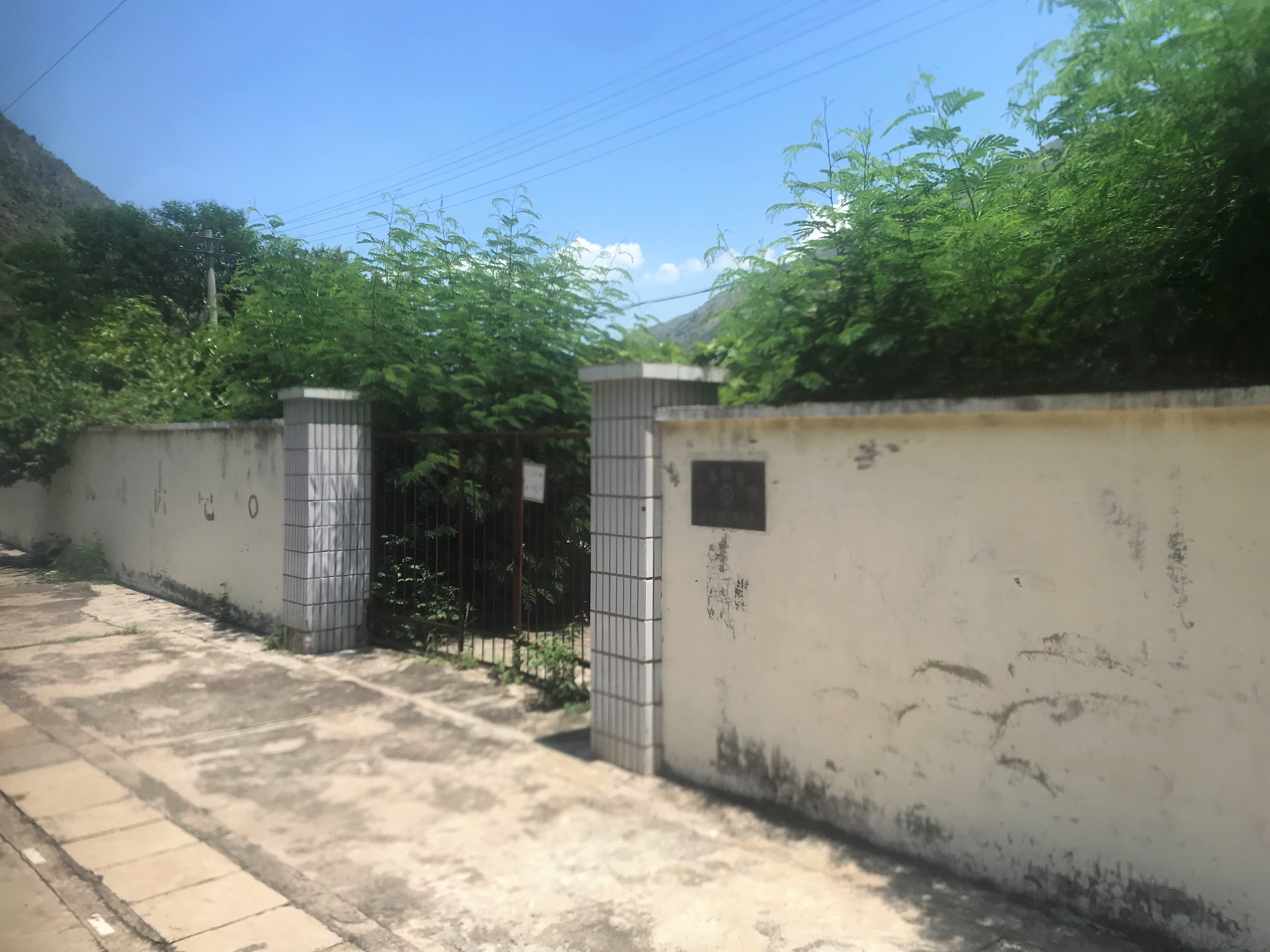
站台上的废弃单位
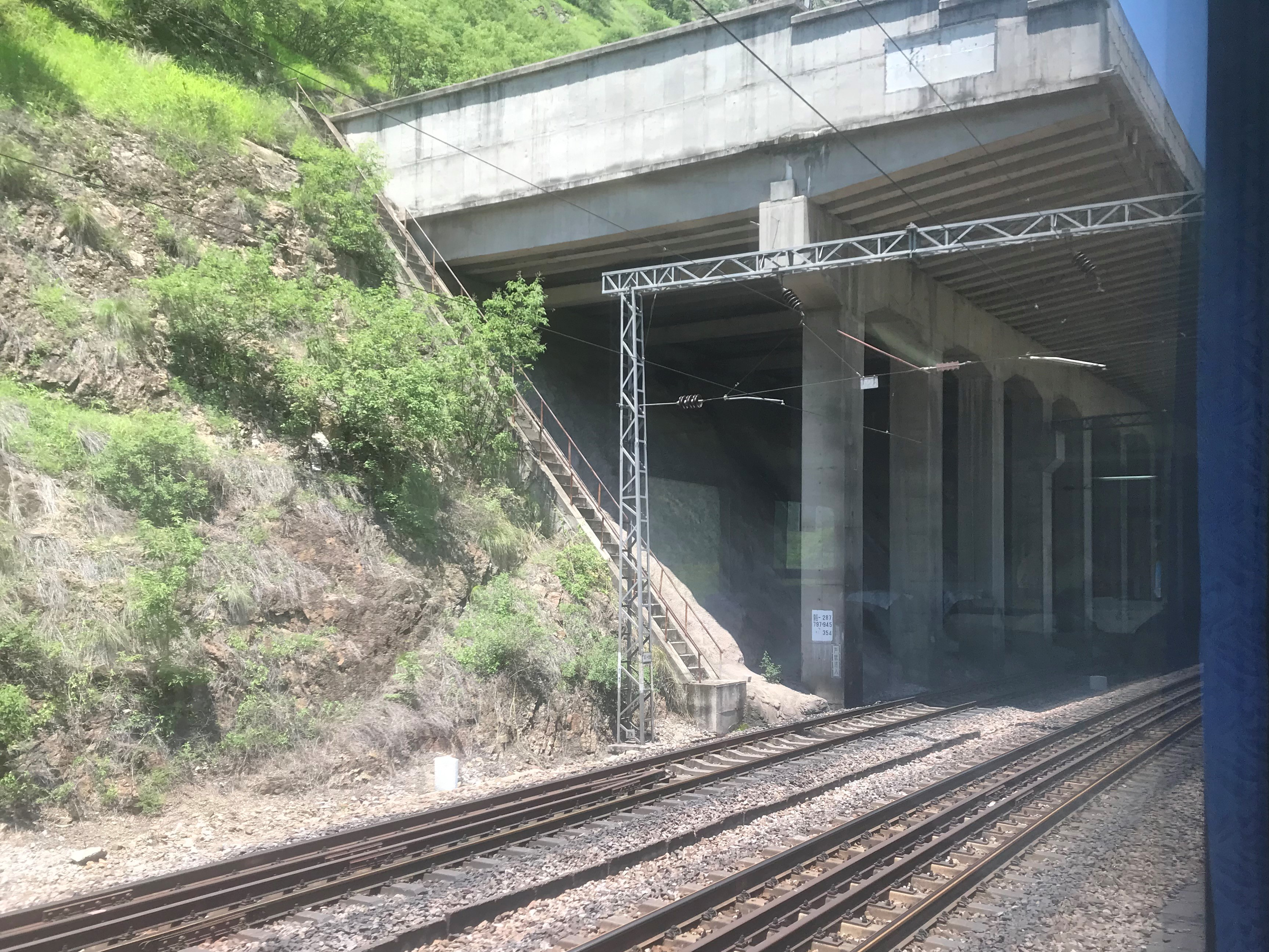
新江棚洞南口
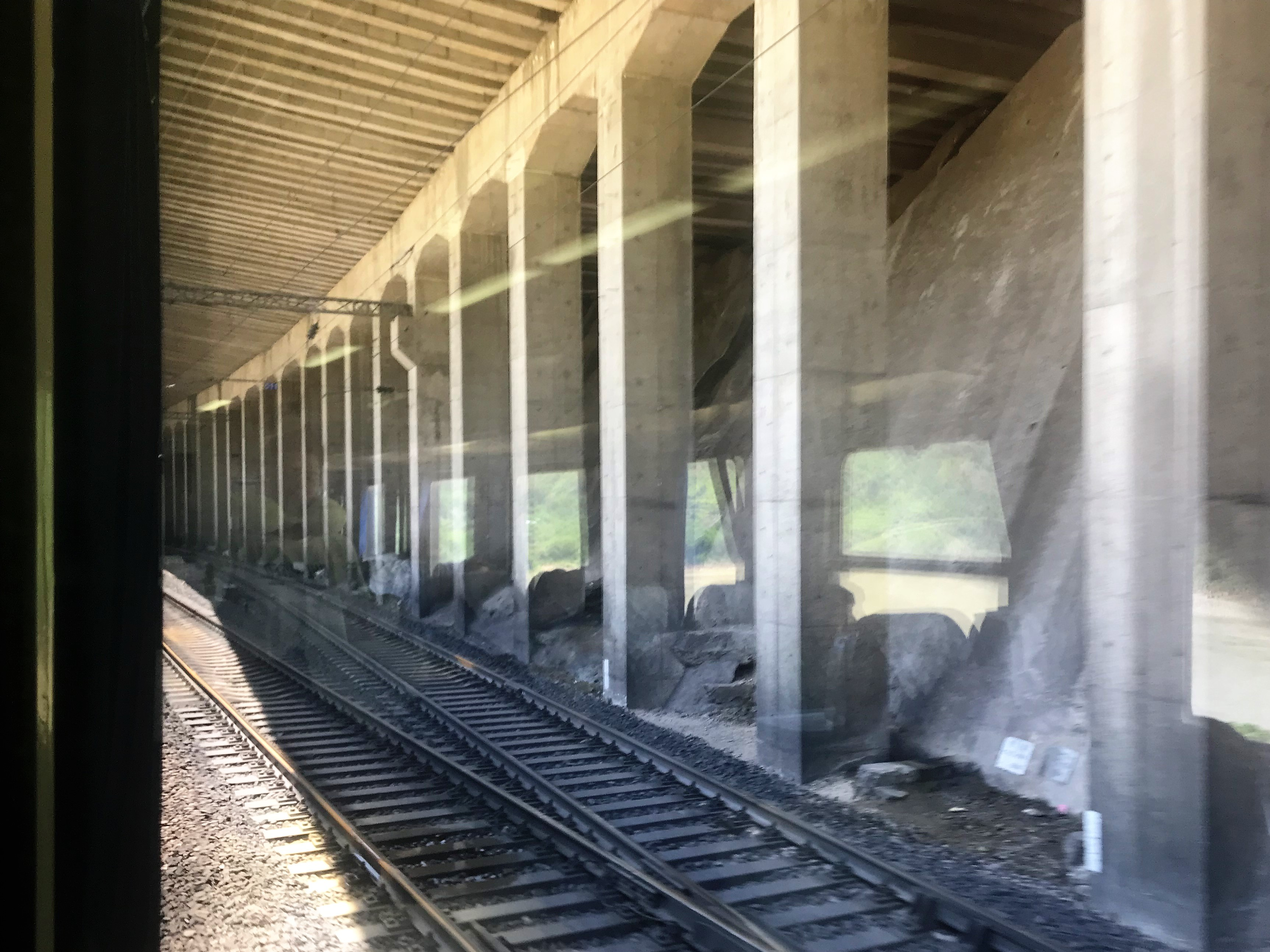
车站上行咽喉